# Brennan Johnson
Brennan Price Johnson (Nottingham, 2001. május 23. –) angol születésű walesi válogatott labdarúgó, a Tottenham Hotspur játékosa.

## Pályafutása

### Klubcsapatokban
A Dunkirk csapatától csatlakozott a Nottingham Forest akadémiájához. 2019. augusztus 3-án 18 évesen mutatkozott be a felnőtt csapatban a West Bromwich Albion ellen 2–1-re elvesztett bajnoki mérkőzésen. 2020. szeptember 25-én kölcsönbe adták a Lincoln City csapatának. Két nappal később a Charlton Athletic ellen debütált. Október 20-án fejjel szerezte meg első gólját a klubban a Plymouth Argyle ellen. 2021. április 13-án mesterhármast szerzett a Milton Keynes Dons ellen 4–0-ra megnyert találkozón. 2021. augusztus 28-án szerezte meg első bajnoki gólját a Nottingham Forest csapatban a Derby County ellen. A 2021–22-es szezonban a rájátszásban kiharcolta csapatával az élvonalba való feljutást, valamint 51 tétmérkőzésen 19 gólt szerzett. 2022. július 1-jén 2026 nyaráig meghosszabbította szerződését a klubbal.

### A válogatottban
Származása révén Angliát, Jamaicát és Walest is képviselhette, de az angol U16-os és U17-es korosztályt követően a walesi nemzeti válogatottat választotta. 2020 szeptemberében a felnőttek közé is meghívták. November 12-én az Amerikai Egyesült Államok elleni barátságos mérkőzésen mutatkozott be. 2022. június 11-én első válogatott gólját szerezte meg Belgium elleni UEFA Nemzetek Ligája találkozón. 2022 novemberében bekerült a 2022-es labdarúgó-világbajnokságra utazó keretbe.

## Sikerei, díjai

### Klub
- Tottenham Hotspur
  - Európa-liga: 2024–25

### Egyéni
- EFL Championship – A hónap fiatal játékosa: 2021 szeptember[11]
- EFL Championship – A szezon fiatal játékosa: 2021–22
- EFL Championship – A hónap játékosa: 2022 április[9]

## Család
Apja, David Johnson az Ipswich Town és a Nottingham Forest korábbi jamaicai labdarúgó-válogatott labdarúgója.